# ثعلب طائر موريشيوسي صغير
الثعلب الطائر الموريشيوسي الصغير أو الثعلب الطائر الداكن (الاسم العلمي: Pteropus subniger)، المعروف بـ الروجيت (بالفرنسية: Rougette)‏ عند المسافرين الفرنسيين الأوائل، هو نوع مُنقرض من خفافيش الفاكهة. كان يعيش في جزيرتي لا ريونيون وموريشيوس التابعة لجزر ماسكارين بالمحيط الهندي.
استخدم المرادف الأصغر (بالإنجليزية: Pteropus rubricollis)‏ على نطاق واسع للثعالب الطائرة عمومًا في القرن التاسع عشر، مما أدى إلى بعض الارتباك.

## السلوك والبيئة

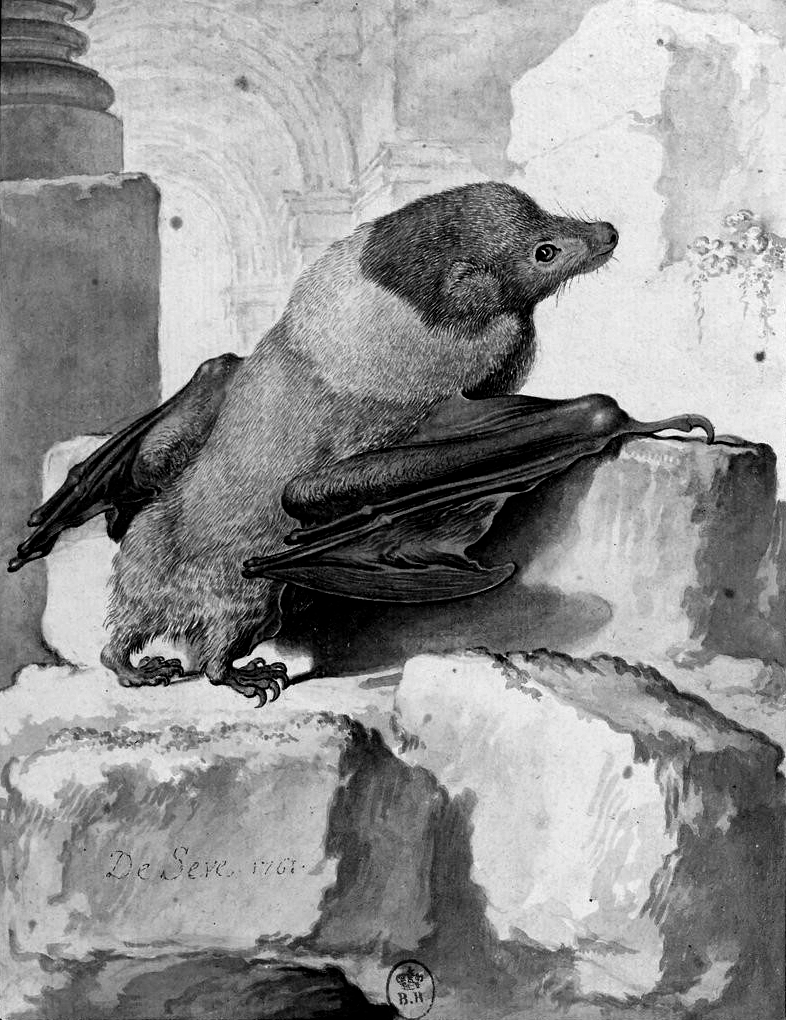
نقش من عام 1763

كانت هذه الخفاشات الطائرة وفيرة، تجمع منها 400 أحيانًا في ملجأ واحد في كهف أو في شجرة قديمة مجوفة، بينما تفضل معظم خفافيش الفاكهة الأخرى النوم في فروع الأشجار الكبيرة. اعتقد السكان المحليون أن هناك ذكرًا واحدًا فقط لكل ملجأ، مما قد يشير إلى أن الجنسيان كانا ينامان منفصلين وتعتبر الملاجئ الكبيرة مستعمرات للأمهات. يعتبر هذا الخفاش الطائر ليلي ولديه أسنان حساسة، لذا من المحتمل أنه كان يتغذى على رحيق النباتات وربما فواكه ناعمة.
وصف من عام 1772 يقول:

## الانقراض

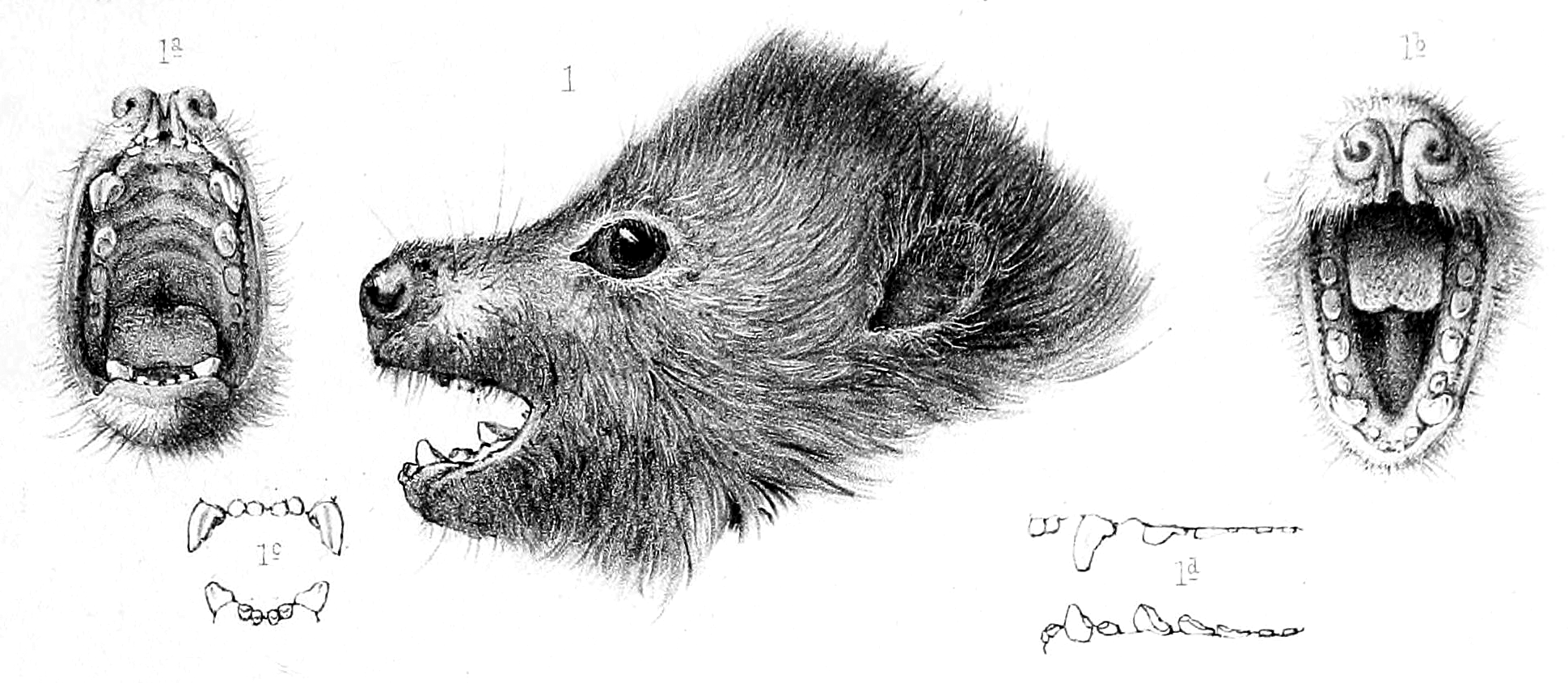
رسومات للرأس والأسنان من عام 1899

كان ينام في الأشجار القديمة والكهوف، كان عرضة لإزالة الغابات والصيد. من المحتمل أنه اختفى في القرن التاسع عشر. هناك عينات في المتاحف في باريس، لندن، برلين، وسيدني.